# Берёза пушистая
Берёза пуши́стая, или Берёза опушённая (лат. Bétula pubéscens) — вид растений рода Берёза (Betula) семейства Берёзовые (Betulaceae).

## Терминология
Ранее, по отношению к виду применялось также название берёза белая (Betula alba), но в настоящее время, во избежание путаницы с берёзой повислой (Betula pendula), к которой в прошлом также применялось название «белая берёза», предложено избегать употребления названия белая берёза.

## Распространение и экология
| Варианты альтернативного наименования пушистой берёзы в конце XIX века в различных регионах Российской империи согласно энциклопедическому словарю Брокгауза и Ефрона |                   |
| Регион | Варианты названия |
| Архангельская губерния | глушняк           |
| Вологодская губерния | глушина           |
| Псковская губерния Тверская губерния | глушинина         |

Растёт по всей европейской части России, в Западной и Восточной Сибири, в горах Кавказа. На севере распространена до тундры и встречается здесь чаще берёзы повислой, на юге — уступает ей. За пределами России распространена почти по всей Европе; на Пиренейском полуострове встречается только в северной, реже в центральной его части (см. карту ареала).
Встречается как примесь к различным лесообразующим породам в хвойных и лиственных лесах или образует леса. Эта берёза, в отличие от берёзы повислой, выносит заболачивание почвы и произрастает в сыроватых лесах, на их опушках, на окраинах болот, на болотах и по берегам озёр.
Берёза пушистая — один из самых холодостойких видов берёз. От засухи страдает. Менее светолюбива, чем берёза повислая. Часто берёза пушистая и берёза повислая растут совместно и образуют множество переходных форм.
|                                                                                       |
|                                                                                       |
|                                                                                       |
| Сверху вниз: Листья. Тычиночная серёжка. Пестичная серёжка, плод и прицветная чешуйка |

## Ботаническое описание
При благоприятных условиях достигает 25—30 м в высоту и до 80 см в диаметре. Кора у молодых деревьев коричневато-бурая, а с 8—10 лет белеет. Молодые особи можно спутать с видами ольхи. Во взрослом состоянии хорошо отличается от других деревьев по белой коре; кора почти до самого основания ствола белая, гладкая, без чёрных трещин, в отличие от берёзы повислой, лишь внизу неглубоко растрескивается в старости. Однолетние побеги густоопушённые, в отличие от берёзы повислой на ветвях нет желёз-бородавочек. Ветви не поникающие. Крона в молодом возрасте стройная, узкая, с возрастом становится раскидистой. Корневая система берёзы сильно развита, но проникает в почву неглубоко, поэтому деревья нередко подвергаются ветровалу.
Листья яйцевидные или ромбически-яйцевидные, 3,5—7 см длины, 2,5—5 см ширины, короткозаострённые на верхушке, с округлым, реже сердцевидным или усечённым основанием; края зубчатые. В молодом возрасте листья густо опушены, затем опушение сохраняется только снизу и на черешках.
Дерево однодомно, но серёжки раздельнополые. Плодущие серёжки длиной 2,5—3 см, на опушённых ножках, семенные чешуи шириной 3—5 мм, по краю реснитчатые.
Орешек длиной около 2 мм, продолговато-эллиптический. Крылья равны или шире орешка.
Сравнительно недолговечна, живёт до 120 лет, реже до более взрослого возраста.

## Значение и применение
Легко поддаётся механической обработке. Чрезвычайно неустойчива к гниению. Лучше всего сохраняется погружённой в воду. Используется как фанерное сырьё, в производстве лыж, мелких резных игрушек. Из древесины получают древесный уголь, уксусную кислоту, метиловый спирт, скипидар. При сухой перегонке коры образуется дёготь, применяемый в медицине и парфюмерии.
Почки и листья применяют в народной и официальной медицине, они обладают мочегонным, желчегонным, потогонным, кровоочистительным, бактерицидным, противовоспалительным и ранозаживляющим действием.
Весенний сок является вкусным и полезным напитком. Из ветвей вяжут веники для бани.
На берёзе паразитирует гриб Inonotus obiquus Pill. — чага (берёзовый гриб), который широко применяется в народной и официальной медицине.

## Кормовое значение
Листья и верхушки побегов хорошо поедаются крупным рогатым скотом и северным оленем (Rangifer tarandus). Поедается европейским лосём (Alces alces): зимой — кора на молодых деревьях и молодые побеги, летом — листья. Поедается обыкновенным бобром (Castor fiber) и в Лапландском заповеднике зимой является основным кормом. При этом более тонкие побеги съедаются целиком, а у более толстых поедается внутренний, более питательный слой коры, захватывая камбий и часть древесины; кора не поедается. Поедается алтайским маралом (Cervus elaphus sibiricus), для которого в зимнее время является второстепенным кормом. Серёжки и побеги с почками местами являются одним из основных кормов для тетерева (Lyrurus tetrix), белой куропатки (Lagopus lagopus), рябчика (Tetrastes bonasia) и второстепенным кормом для глухаря (Tetrao urogallus). 

## Классификация

### Таксономия
Betula pubescens Ehrh., 1791, Beitr. Naturk. 6: 98
Вид Берёза пушистая относится к роду Берёза (Betula) семейства Берёзовые (Betulaceae) порядка Букоцветные (Fagales). Кладограмма в соответствии с Системой APG IV по состоянию на июнь 2023 года:
|  |                                      |  |                                   |                                   |                     |  | ещё 6 семейств | ещё 6 семейств |                     |  |                          |  | ещё 88 подтверждённых видов и 81 таксон, ожидающих подтверждения | ещё 88 подтверждённых видов и 81 таксон, ожидающих подтверждения |  |
|  |                                      |  |                                   |                                   |                     |  | ещё 6 семейств | ещё 6 семейств |                     |  |                          |  | ещё 88 подтверждённых видов и 81 таксон, ожидающих подтверждения | ещё 88 подтверждённых видов и 81 таксон, ожидающих подтверждения |  |
|  |                                      |  |                                   | порядок Букоцветные               |                     |  |                |                | род Берёза          |  |                          |  |                                                                  |                                                                  |  |
|  |                                      |  |                                   | порядок Букоцветные               |                     |  |                |                | род Берёза          |  | 7 внутривидовых таксонов |  |                                                                  |                                                                  |  |
|  | отдел Цветковые, или Покрытосеменные |  |                                   |                                   | семейство Берёзовые |  |                |                | вид Берёза пушистая |  |                          |  |                                                                  |                                                                  |  |
|  | отдел Цветковые, или Покрытосеменные |  |                                   |                                   |                     |  |                |                |                     |  |                          |  |                                                                  |                                                                  |  |
|  |                                      |  | ещё 63 порядка цветковых растений | ещё 63 порядка цветковых растений |                     |  |                | ещё 5 родов    | ещё 5 родов         |  |                          |  |                                                                  |                                                                  |  |
|  |                                      |  |                                   | ещё 63 порядка цветковых растений |                     |  |                |                | ещё 5 родов         |  |                          |  |                                                                  |                                                                  |  |

### Внутривидовые таксоны
- Betula pubescens var. fragrans  Ashburner & McAll.
- Betula pubescens var. glabrata  Wahlenb.
- Betula pubescens var. golitsinii  (V.N.Vassil.) Tzvelev
- Betula pubescens var. kusmisscheffii  (Regel) Gürke
- Betula pubescens var. litwinowii  (Doluch.) Ashburner & McAll.
- Betula pubescens var. pubescens
- Betula pubescens var. pumila  (L.) Govaerts

### Синонимы
- Betula alba f. hornemannii  (Regel)  Regel
- Betula alba subsp. pubescens  (Ehrh.)  Regel
- Betula alba var. friesii  Regel
- Betula alba var. hornemannii  Regel
- Betula alba var. lupulina  Wallr.
- Betula alba var. ovata  Neilr.
- Betula alba var. pubescens  (Ehrh.)  Spach
- Betula alba var. vulgaris  Willd.
- Betula concinna  Gunnarsson
- Betula friesii  Larss.
- Betula friesii var. oxyodontia  Kindb.
- Betula friesii var. subalpina  Larss.  ex  Kindb.
- Betula krylovii
- Betula laciniata  Blom
- Betula lucida  Courtois
- Betula odorata var. alpigena  Blytt
- Betula pubescens f. pendula  Schelle
- Betula pubescens subsp. callosa  (Notø)  Á.Löve  &  D.Löve
- Betula pubescens subsp. concinna  (Gunnarsson)  Á.Löve  &  D.Löve
- Betula pubescens subsp. nigricans  Maire ex  Just
- Betula pubescens subsp. ovalifolia  (Sukaczev)  Printz
- Betula pubescens subsp. subarctica  (Orlova)  Á.Löve  &  D.Löve
- Betula pubescens subsp. suecica  Gunnarsson
- Betula pubescens var. cryptocarpa  Laest.
- Betula pubescens var. friesii  (Larss.  ex  Hartm.)  Nyman
- Betula pubescens var. glabra  Fiek  ex  C.K.Schneid.
- Betula pubescens var. lucida  (Courtois)  Wesm.
- Betula pubescens var. media  Laest.
- Betula pubescens var. megalocarpa  Laest.
- Betula pubescens var. nigricans  (Wender.)  Nyman
- Betula pubescens var. oblongifolia  Wimm.
- Betula pubescens var. ovalifolia  Sukaczev
- Betula pubescens var. palmiformis  Laest.
- Betula pubescens var. rustica  Laest.
- Betula pubescens var. sibakademica  Baran.
- Betula pubescens var. silvatica  Laest.
- Betula pubescens var. silvestris  Laest.
- Betula pubescens var. subaequalis  Laest.
- Betula pubescens var. subalpina  Laest.
- Betula pubescens var. vestita  Gren.  &  Godr.